# Hans Pietsch
Hans Reinhard Pietsch (Bremen, Alemania, 27 de septiembre de 1968 – Amatitlán, Guatemala, 16 de enero de 2003) fue uno de los primeros jugadores europeos que alcanzó la categoría de jugador profesional en Go.
Comenzó a jugar a la edad de 12 años, siendo en 1990 cuando se convirtió en insei (estudiante de go) en la Nihon Ki-in siendo alumno de Satoru Kobayashi. Superó el examen de profesional en 1997, llegando en vida a ser 4.º dan en el 2000 (fue ascendido hasta 6-dan de forma póstuma). Durante un viaje a Guatemala organizado por la Nihon Ki-in  para promocionar el Go, fueron asaltados en las cercanías del lago de Amatitlán siendo Hans herido de bala, falleció horas después en el hospital local.